# قلعة دختر (فيروز أباد)
قلعة دختر أي قلعة البنت في اللغة العربية. هي قلعة تاريخية تقع في إيران بمنطقة فيروز آباد في محافظة فارس وهي من البنايات والقلاع المتبقية من سهل فيروز آباد التأريخي، والتي تعود إلى الحكم الساساني. تقع القلعة في مدخل وادي «تفغ آب» وفي مكان شَكَّلَ الانحدار الأرضي فيهِ بوابة طبيعية. ومن جهة أخرى، وفَّر الموقع الجغرافي لهذهِ القلعة المطلة على السهل، إمكانية الإطلال على الطريق المؤدي إلى فيروز آباد أيضاً. وربّما بُنيَت هذه القلعة الحصينة والكبيرة نسبياً والمشرفة على المنطقة برمتها، لعملية الرصد والمراقبة والدفاع عن العاصمة الأولى للساسانيين في مدينة «غور». ويرجح علماء الآثار أنها شُيّدَت من قِبَل أردشير الساساني في أواخر العهد الأشكاني إبان حكم الملك أردوان الخامس. هذه القلعة التي يمكن اعتبارها قصراً، هي عبارة عن إيوان كبير يعلوه طوق كبير ويبلغ عرضه 14 متر وطوله 24 متر وفيهِ غرفة كبيرة مسقفة بقبة وتحفها العديد من الغرف الصغيرة، وإلى جانبه إيوانان صغيران. مواد البناء التي تم استخدامها في تشييد هذه القلعة معظمها من الأحجار الضخمة المنقوشة، لذلك فهي تسحر أنظار كل سائح يقصدها، وفي أحد جوانبها هناك فتحة كهف يَمخُر الجبل الذي شُيدَّت على سفحه ويَدَّعي السكنة المحليون أن هذا الكهف يوصل بقصر أردشير بابكان حيث كان ممراً أمناً للفرار حينما يشن الأعداء هجوماً على القلعة كما أنه يُعتبَر ممر إمداد للقوات المتواجدة فيها.

## الموقع الجغرافي
تقع قلعة دختر (أي قلعة البنت) التأريخية  في سفح مطل على طريق يبعد نحو 300 متر عنها. في محافظة فارس بمدينة فيروز آباد والتي تُعَد إحدى أعرق المدن التراثية في شيراز مركز محافظة فارس وما زاد من أهميتها أنها كانت مركزاً دينياً في الحقبتين الأشكانية والساسانية، وما زالت آثار أهم معابد النار الساسانية باقية حتى يومنا هذا بحيث أمست محط أنظار السائحين ومحبي التراث البشري القديم.

## بناء القلعة
بنيت هذه القلعة في ثلاثة مستويات متدرجة على سفح الجبل، لذا فإن المدخل الأصلي واقع في الطبقة الأولى عن طريق ممر ملتوٍ ومُدَّرَج، وفي وسطها باحة واسعة تحيط بها من ثلاثة جهاتها غرف مبنية بأسلوب معماري فريد، وفي جهته الرابعة تم بناء المبنى الأصلي. حيث بُنيَت القلعة من مجموعة أحجار ضخمة، لكن أساسات القلعة وجدرانها فتشكلت أجزاءها من الأحجار الكبيرة للنهر. وبالرغم ممّا تعرّضت له القلعة من عملية تآكل وأعراض طبيعية على مرّ العصور الخوالي، إلا أن عظمة بناء هذه القلعة ما زالت تذهل العقول وتبعث على الدهشة. وفي جزء من القلعة، مدخل كهف يؤدي، وحسب ما يقوله عدد من أهالي المنطقة، إلى قصر أردشير بابكان (القصر الساساني) الواقع في سهول فيروز آباد، ما يدلّ على أن المحاصرين فيها في حال مهاجمة العدو كانوا يتمكنون من خلالها الاتصال بالمدينة، لتوفير حاجاتهم من المواد الغذائية والعتاد. للقلعة غرف وممّرات متداخلة تم في بنائها استخدام الأحجار غير المنحوتة والجصّ الممزوج بحجر الجير. تتميز هذه القلعة جنزان ماء حجري مبني في جوف الجبل، لتوفير حاجات ساكنيها عند الضرورة. وقد كشفت الأبحاث الأثرية التي جرت في قلعة دختر، أن حزام الدفاع الرئيس للقلعة، والذي له أذرع دفاعية متقدمة، يصل ارتفاعه إلى حوالي 6 أو 7 أمتار. المبنى المدوّر للقلعة والذي كان مخصصاً للعرش الملكي ويشبه حفرة عظيمة، بُنيَ كبرج فاخر يعلو الهضبة.

## شهرة القلعة
حسب المصادر التأريخية، يبدو أن النجاحات السياسية التي حققها الملوك الساسانيون، تسببت في أن يحلّ قصر «آتشكده» (أي معبد النار)، وهو قصر كبيرٌ في سهول فيروز آباد، محلّ قلعة دختر. وكان الملك أردشير وبعد انتصاره على ملوك البارت وتسميته بملك الملوك، كان يرى نفسه مرغماً على خوض حروب أخرى، وذلك من أجل تعزيز حكمه وبسط سلطانه على كامل الأراضي الإيرانية غير أنه لم يكن هناك خطرٌ يهدد مكان إقامته في فيروز آباد. فبهذا ترك هذا القصر الجبلي، على ما يبدو، على حالهِ كموضع إقامة ملكية، واستضافة للضيوف وحفلات الترف، وذلك بسبب موقع القصر في منطقة جبلية وعرة ضيقة. ويُعرَف هذا القصر الكبير اليوم بمعبد نار فيروز آباد أو قصر فيروز آباد أو المعبد الساساني.

## معرض الصور

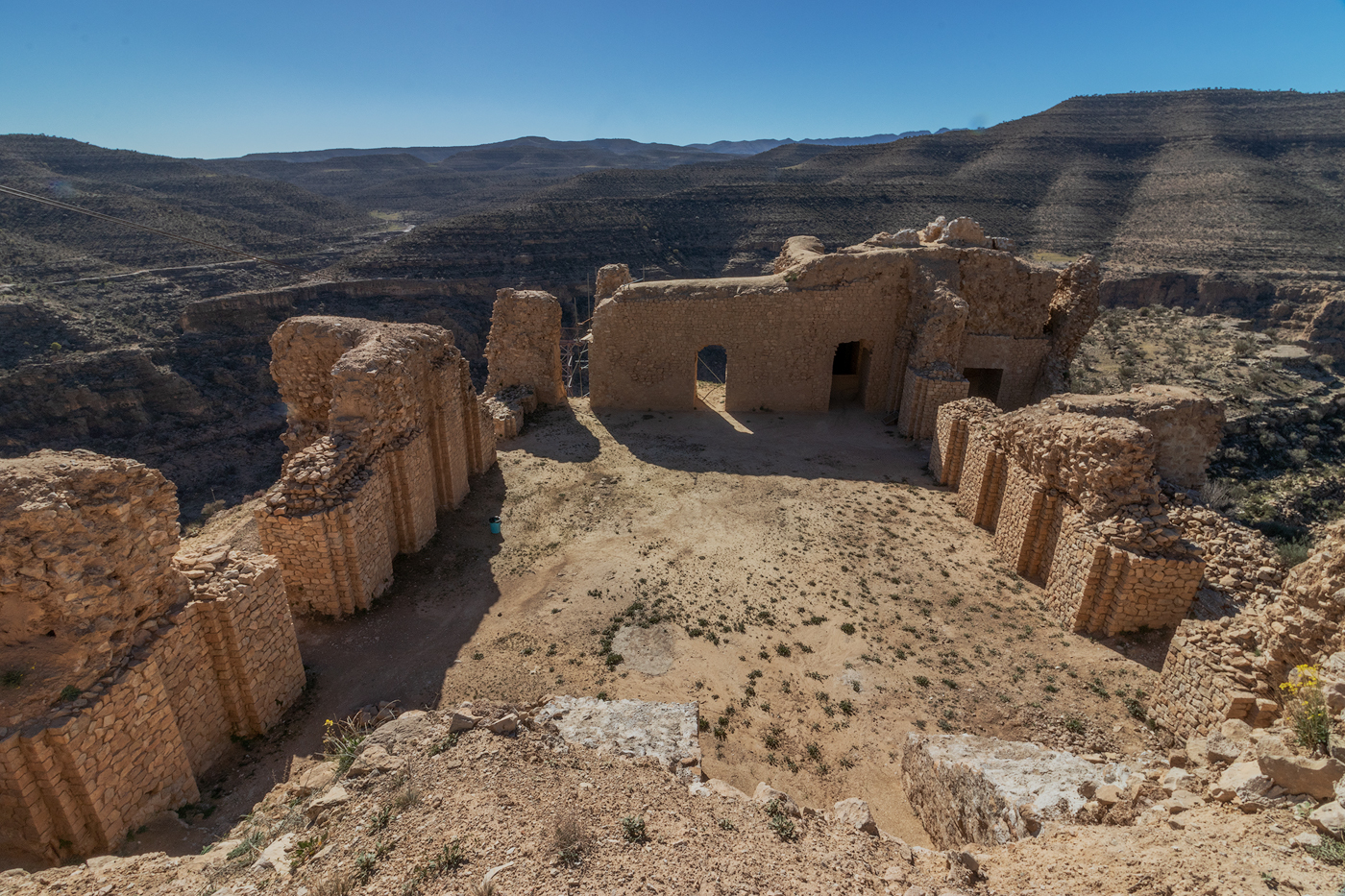
القصر.
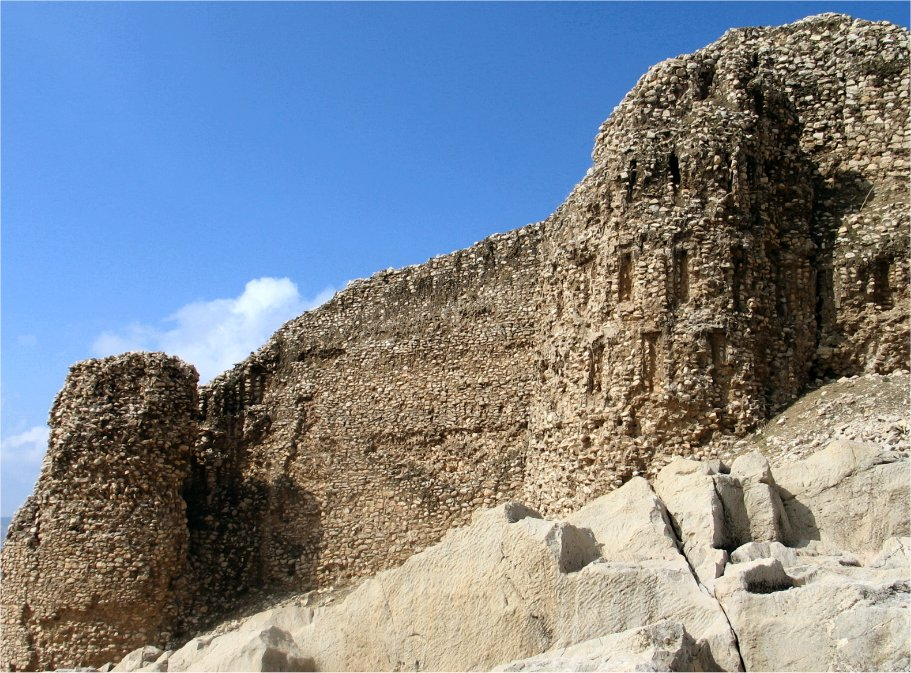
منظر جانبي.
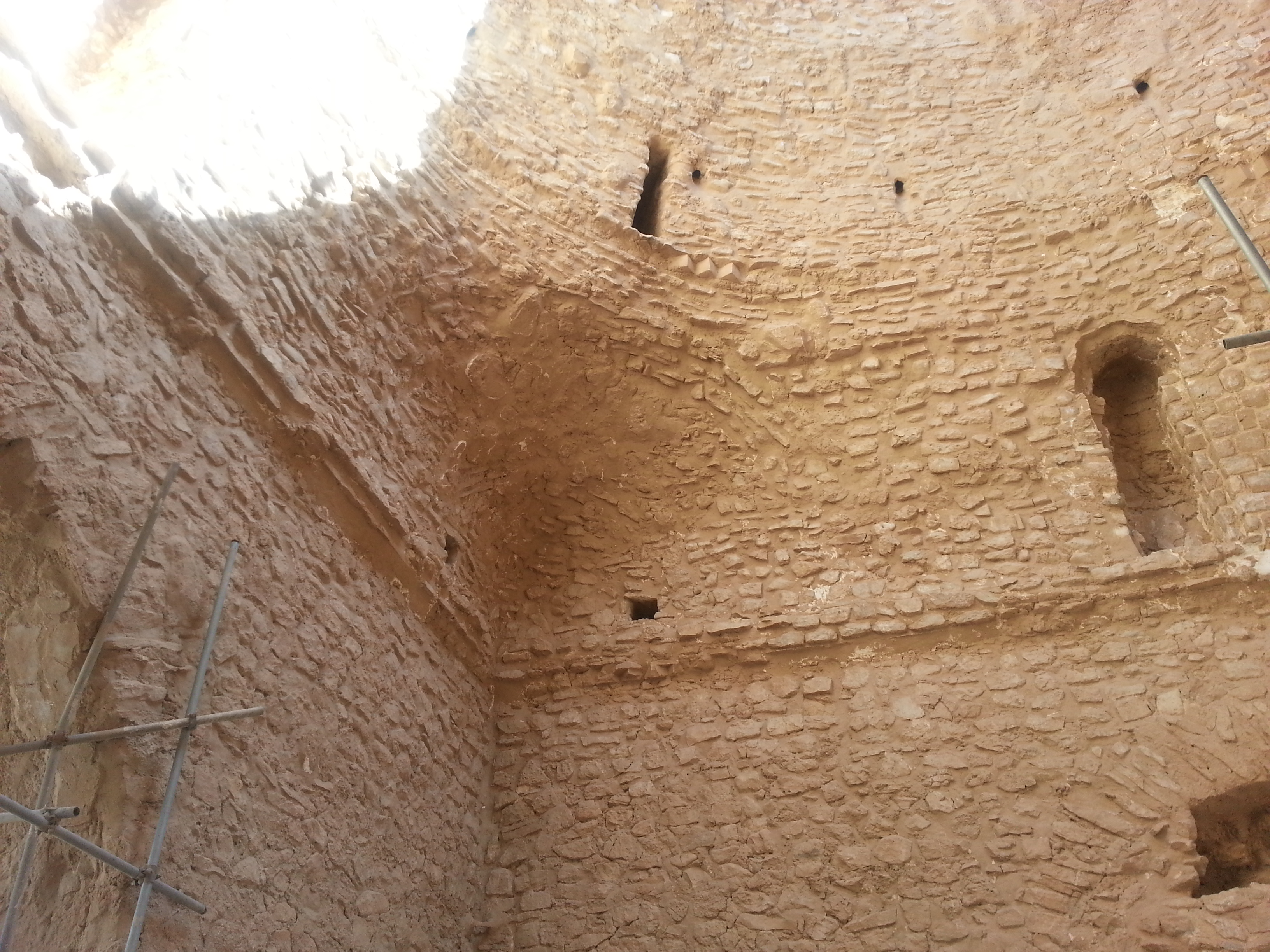
غرفة داخلية.
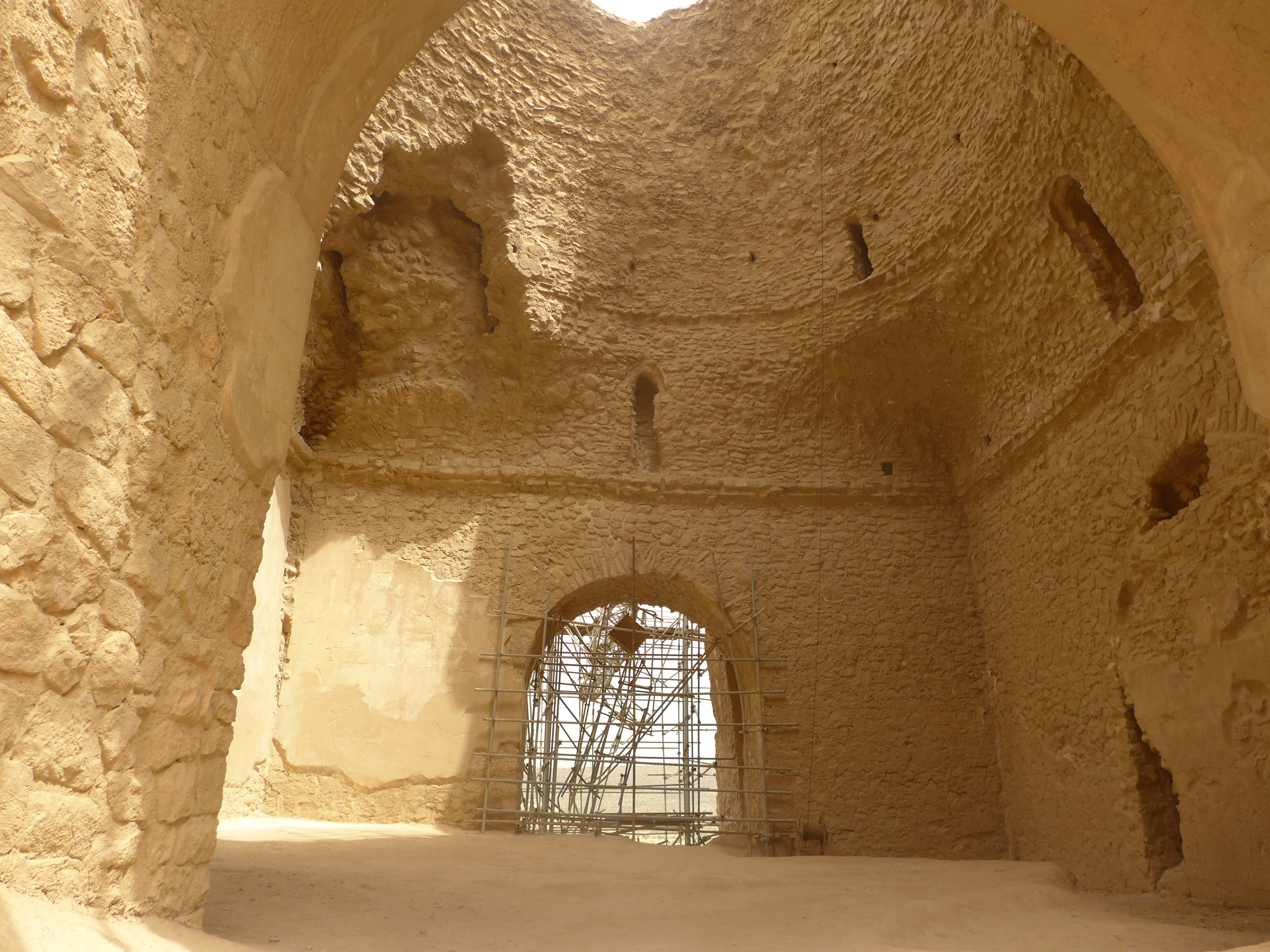
القاعة الرئيسة.

## طالع ايضاً
- قلعة أشبزخانة ضحاك
- قلعة رودخان
- قلعة رشكان
- قلعة غلي
- قلعة نيك شهر
- قلعة نارين (نائين)
- قلعة سيب وسوران
- شير قلعة
- قلعة طرق
- قلعة بيدواز
- قلعة مصياف
- قلعة بهستان
- قلعة بلقيس
- قلعة شوش
- قلعة نخل
- قلعة ألموت
- قلعة سيبة
- قلعة دختر (فيروز أباد)
- قلعة شاهدج
- قلعة خويدك
- قلعة فورغ
- قلعة سارو